# Chris Hill
Chris Hill (ur. 26 lutego 1988) – amerykański lekkoatleta specjalizujący się w rzucie oszczepem.
Srebrny medalista panamerykańskich mistrzostw juniorów z São Paulo (2007). W 2008 został młodzieżowym mistrzem strefy NACAC. Uczestnik mistrzostw świata z 2009 roku – z wynikiem 77,14 nie zdołał awansować do finału. 
Medalista mistrzostw USA ma w dorobku jeden złoty medal (Eugene 2009). Stawał na podium mistrzostw National Collegiate Athletic Association. 
Rekord życiowy: 83,87 (25 czerwca 2009, Eugene). 